# Abadía
Abadía – gmina w Hiszpanii, w prowincji Cáceres, w Estramadurze, o powierzchni 45,08 km². W 2011 roku gmina liczyła 330 mieszkańców.